# Segreti e tradimenti
Segreti e tradimenti (Devious Nanny) è un film per la televisione del 2018 diretto da Devon Downs e Kenny Gage.

## Trama
Elise e Brian sono una coppia molto impegnata con il loro lavoro, lei gestisce una galleria d'arte, mentre lui è un agente pubblicitario. Decidono così di prendere una tata per il figlio Cody, e assumono Amber una giovane ragazza dalle ottime credenziali. Brian cede alle avances della tata e passa una notte di passione con lei. Ben presto però alcuni omicidi, apparentemente sconnessi tra loro, sembrano ricadere su Amber.